# Neves Paulista
Neves Paulista là một đô thị ở bang São Paulo của Brasil. Đô thị này nằm ở vĩ độ 20º50'46" độ vĩ nam và kinh độ 49º37'47" độ vĩ tây, trên khu vực có độ cao 549 m. Dân số năm 2004 ước tính là 9.212 người. Đô thị này có diện tích 232,2 km².

## Thông tin nhân khẩu
Dữ liệu dân số theo điều tra dân số năm 2000
Tổng dân số: 8.907
- Dân số thành thị: 7.744
- Dân số nông thôn: 1.163
- Nam giới: 4.484
- Nữ giới: 4.423

Mật độ dân số (người/km²): 38,36
Tỷ lệ tử vong trẻ sơ sinh dưới 1 tuổi (trên một triệu người): 12,19
Tuổi thọ bình quân (tuổi): 73,31
Tỷ lệ sinh (số trẻ trên mỗi bà mẹ): 1,92
Tỷ lệ biết đọc biết viết: 88,93%
Chỉ số phát triển con người (HDI-M): 0,804
- Chỉ số phát triển con người - Thu nhập: 0,732
- Chỉ số phát triển con người - Tuổi thọ: 0,805
- Chỉ số phát triển con người - Giáo dục: 0,875

(Nguồn: IPEADATA)

## Sông ngòi
- Sông São José dos Dourados
- Ribeirão do Jacaré
- Ribeirão Boas Vistas dos Castilhos

## Các xa lộ
- SP-310